# Rhamphomyia psychomorpha
Rhamphomyia psychomorpha är en tvåvingeart som beskrevs av Saigusa 1964. Rhamphomyia psychomorpha ingår i släktet Rhamphomyia och familjen dansflugor. Inga underarter finns listade i Catalogue of Life.